# NGC 2039
NGC 2039 — группа звёзд в созвездии Орион.
Этот объект входит в число перечисленных в оригинальной редакции «Нового общего каталога».
Является довольно рассеянной группой из 30 звёзд от 8-й до 13-й звёздной величины. Имеет около 30' в попереречнике, расположена в 2' или 3' от координат, указанных Джоном Гершелем.